# Première circonscription de l'Essonne
La première circonscription de l’Essonne, aussi appelée circonscription d’Évry — Corbeil-Essonnes, est une circonscription électorale législative française, subdivision du département de l’Essonne dans la région Île-de-France.

## Géographie

### Situation
| Type d'occupation           | Pourcentage | Superficie (en hectares) |
| --------------------------- | ----------- | ------------------------ |
| Espace urbain construit     | 53,4 %      | 2 464,09                 |
| Espace urbain non construit | 18,0 %      | 830,41                   |
| Espace rural                | 28,6 %      | 1 322,32                 |
| Source : Iaurif-MOS 2008    |             |                          |

La première circonscription de l’Essonne est située au nord-est du département de l’Essonne. Son altitude varie entre trente-deux mètres à Évry et quatre-vingt-seize mètres à Courcouronnes. La commune la plus étendue est Corbeil-Essonnes avec 1 101 hectares, la plus petite est Courcouronnes avec 437 hectares. En 2006, la commune la plus peuplée était Évry avec 52 651 habitants contre seulement 4 859 habitants à Villabé.

### Composition
La première circonscription de l’Essonne est constituée de cinq communes :
| Nom                | Code Insee | Intercommunalité   | Superficie (km2) | Population (dernière pop. légale) | Densité (hab./km2) |
| ------------------ | ---------- | ------------------ | ---------------- | --------------------------------- | ------------------ |
| Bondoufle          | 91086      | CA Grand Paris Sud | 6,76             | 10 833 (2022)                     | 1 603              |
| Corbeil-Essonnes   | 91174      | CA Grand Paris Sud | 11,01            | 53 712 (2022)                     | 4 878              |
| Évry-Courcouronnes | 91228      | CA Grand Paris Sud | 12,7             | 66 700 (2022)                     | 5 252              |
| Lisses             | 91340      | CA Grand Paris Sud | 10,4             | 7 295 (2022)                      | 701                |
| Villabé            | 91659      | CA Grand Paris Sud | 4,56             | 5 654 (2022)                      | 1 240              |

### Démographie
| 1968    | 1975    | 1982    | 1990    | 1999    | 2006    | 2010    |
| ------- | ------- | ------- | ------- | ------- | ------- | ------- |
| 158 841 | 213 106 | 216 008 | 116 712 | 123 936 | 129 233 | 130 373 |

### Pyramide des âges
| Hommes | Classe d’âge   | Femmes |
| ------ | -------------- | ------ |
| 7,3    | 65 ans et plus | 9,5    |
| 61,7   | 20 à 64 ans    | 61,2   |
| 31,1   | 0 à 19 ans     | 29,2   |

## Historique

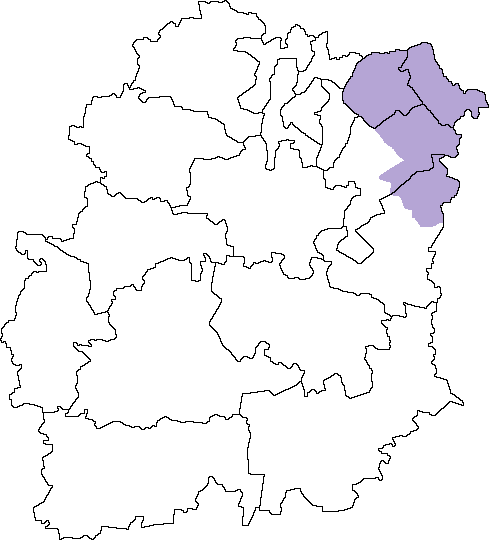
Carte de la 1re circonscription de 1967 à 1986.

La première circonscription de l’Essonne a été créée par la loi organique no 66-501 du 12 juillet 1966, elle comptait alors le canton de Brunoy, le canton de Corbeil-Nord (minoré des communes de Bondoufle, Courcouronnes, Écharcon, Évry, Lisses et Ris-Orangis, le canton de Montgeron dans leurs définitions de 1964 et les communes de Corbeil-Essonnes, Morsang-sur-Seine, Saint-Pierre-du-Perray et Saintry-sur-Seine.
Elle a été modifiée par la loi organique no 86-1197 du 24 novembre 1986 et comporte depuis les anciens cantons de  Corbeil-Essonnes-Est, de Corbeil-Essonnes-Ouest, d'Évry-Nord et d'Évry-Sud.

## Représentation

### Députés de la première circonscription de l’Essonne
| Période       | Période                        | Identité            | Étiquette | Qualité |
| ------------- | ------------------------------ | ------------------- | --------- | --- |
| 1967          | 1968                           | Roger Combrisson    | PCF       | Résistant, déporté Chef de district SNCF Maire de Corbeil-Essonnes (1959 → 1992) Conseiller général de Corbeil-Essonnes (1964 → 1976) |
| 1968          | 1973                           | Jean-Claude Fortuit | UDR       | Ambassadeur de France Conseiller général de Montgeron (1972 → 1976) Vice-président de la Société de géographie |
| 1973          | 1981                           | Roger Combrisson,   | PCF       | Résistant, déporté Chef de district SNCF Maire de Corbeil-Essonnes (1959 → 1992)Conseiller général de Corbeil-Essonnes (1964 → 1976) |
| 1981          | 1986                           | Michel Berson       | PS        | Cadre de banque Maire de Crosne (1977 → 1998) Député de l'Essonne (8e circ.) (1993 → 1997) |
| 1986          | 1988                           | Indéterminable      |           | |
| 1988          | mai 1991                       | Jacques Guyard      | PS        | Historien Maire d’Évry (1983 → 1999) Nommé secrétaire d'État en mai 1991 |
| mai 1991      | avril 1992                     | Jean Albouy         | PS        | Adjoint au maire de Corbeil-Essonnes Suppléant de Jacques Guyard, siège pendant ses fonctions gouvernementales |
| avril 1992    | juin 2002                      | Jacques Guyard,     | PS        | Historien Maire d’Évry (1983 → 1999) Secrétaire d'État (1991 → 1992) Retrouve son mandat après la fin de ses fonctions gouvernementales                                                                                                  |
| 2002          | mai 2012                       | Manuel Valls,       | PS        | Conseiller en communication Maire d’Évry (2001 → 2012) Nommé ministre en mai 2012 |
| juillet 2012  | février 2017                   | Carlos Da Silva     | PS        | Professeur des écoles ( ? → 2012) puis assistant parlementaire Conseiller municipal de Corbeil-Essonnes Conseiller général de Corbeil-Essonnes-Est (2008 → 2015) Suppléant de Manuel Valls, siège pendant ses fonctions gouvernementales |
| janvier 2017  | octobre 2018                   | Manuel Valls        | DVG       | Conseiller en communication Maire d’Évry (2001 → 2012) Ancien ministre (2012 → 2014), puis premier ministre (2014 → 2016) Démissionnaire                                                                                                 |
| novembre 2018 | juin 2022.                     | Francis Chouat      | DVG       | Historien, syndicaliste enseignant[réf. nécessaire] Président de la CA Grand Paris Sud Seine Essonne Sénart (2016 → 2018) Maire d’Évry (2012 → 2018)                                                                                     |
| juin 2022     | En cours (au 23 décembre 2022) | Farida Amrani       | LFI-NUPES | Syndicaliste, agent de maîtrise de la fonction publique territoriale Conseillère municipale d’Évry-Courcouronnes Conseillère communautaire de la CA Grand Paris Sud                                                                      |

## Résultats électoraux
Circonscription regroupant en partie des banlieues populaires, et constituée d’un grand nombre de quartiers dits « défavorisés », comme Les Pyramides à Évry ou Les Tarterêts à Corbeil-Essonnes, la première circonscription de l’Essonne est une circonscription traditionnellement à gauche.
Ainsi, depuis le redécoupage de 1986, celle-ci s’est toujours imposée dans la circonscription, en cas de vague rose nationale (60 % en 1988 et 57 % en 1997), et plus difficilement en cas de vague bleue (50,19 % en 1993 et 52,97 % en 2002). Enfin, il faut noter la forte présence du Front national, qui atteint jusqu'à 19,28 % des voix en 1997, sans réussir toutefois à provoquer une triangulaire.
Manuel Valls, membre du Parti socialiste (PS), par ailleurs maire d'Évry depuis 2001, a été le député de la circonscription de 2002 à 2012 et de 2017 jusqu'à sa démission de septembre 2018, dans le cadre de sa candidature à la mairie de Barcelone. Élu relativement difficilement en 2002 face à l'industriel Serge Dassault, maire Union pour un mouvement populaire (UMP) de Corbeil-Essonnes, dans un contexte national de défaite de la gauche, Manuel Valls a été réélu en juin 2007 avec plus de 60 % des suffrages, face à la candidate de droite Cristela de Oliveira. Il s'agit du meilleur score de la gauche en Essonne.
Seule la commune de Bondoufle semble avoir résisté à la vague rose locale. Les communes de Courcouronnes, de Lisses et surtout Corbeil-Essonnes, pourtant détenues par la droite, ont majoritairement accordé leurs suffrages au candidat socialiste, et ce dans un contexte national de victoire de la droite.
Les quatre cantons de la circonscription sont en 2009 à gauche : les cantons d'Évry-Nord et d'Évry-Sud sont détenus par le parti socialiste (dont le président du conseil général Michel Berson pour celui d’Évry-Nord), soulignant au passage l’hégémonie de ce parti sur la capitale essonnienne, tandis que celui de Corbeil-Essonnes-Ouest (canton qui comprend aussi la commune de Villabé) est représenté par le communiste Bruno Piriou, dans une commune de tradition ouvrière, longtemps fief du Parti communiste français, avant de devenir en 1995, celui de l'UMP Serge Dassault. Le canton de Corbeil-Essonnes-Est, pris à la droite en mars 2008 (le centre-ville plus les quartiers environnants) est détenu par le socialiste Carlos Da Silva.
À la suite de la démission de Manuel Valls le 3 octobre 2018 de son mandat de député, une élection législative partielle a lieu les 18 et 25 novembre 2018 pour élire un nouveau député. Onze candidats se disputent le siège de député lors du 1er tour,,. Le second tour voit la victoire de Francis Chouat (DVG, soutenu par LREM) par 59,1 % contre  40,9 % pour Farida Amrani (LFI) lors d'un scrutin marqué par une très forte abstention.
Francis Chouat se retirant, le scrutin de 2022 marque la revanche de Farida Amrani après ses deux défaites consécutives de 2017 et 2018. Forte du soutien de la NUPES, elle l’emporte avec près de 60 % des voix face au candidat de la majorité présidentielle, Mehdy Zeghouf. Au niveau des communes, la candidate insoumise a pu compter sur des scores très larges, dépassant 62 % des voix, dans les deux communes principales du canton, Corbeil-Essonnes et Évry-Courcouronnes. Seule Bondoufle donne la majorité de ses voix à son concurrent.

### Élections législatives de 1967
| Candidat       | Candidat             | Parti          | Premier tour | Premier tour | Second tour | Second tour |  |
| Candidat       | Candidat             | Parti          | Voix         | %            | Voix        | %           |  |
| -------------- | -------------------- | -------------- | ------------ | ------------ | ----------- | ----------- |  |
|                | Armand Cachat        | UD-Ve          | 25 973       | 40,92        | 29 616      | 47,56       |  |
|                | Roger Combrisson élu | PCF            | 23 517       | 37,05        | 32 661      | 52,44       |  |
|                | Robert Thévenet      | FGDS (SFIO)    | 8 160        | 12,86        | Retrait     | Retrait     |  |
|                | Michel Bonifay       | CD (PDM)       | 5 820        | 9,17         |             |             |  |
|                |                      |                |              |              |             |             |  |
| Inscrits       | Inscrits             | Inscrits       | 75 454       | 100,00       | 75 437      | 100,00      |  |
| Abstentions    | Abstentions          | Abstentions    | 10 822       | 14,34        | 11 094      | 14,71       |  |
| Votants        | Votants              | Votants        | 64 632       | 85,66        | 64 343      | 85,29       |  |
| Blancs et nuls | Blancs et nuls       | Blancs et nuls | 1 162        | 1,8          | 2 066       | 3,21        |  |
| Exprimés       | Exprimés             | Exprimés       | 63 470       | 98,2         | 62 277      | 96,79       |  |

Le suppléant de Roger Combrisson était Gabriel Duc, adjoint au maire de Vigneux-sur-Seine.

### Élections législatives de 1968
| Candidat       | Candidat                    | Parti          | Premier tour | Premier tour | Second tour | Second tour |  |
| Candidat       | Candidat                    | Parti          | Voix         | %            | Voix        | %           |  |
| -------------- | --------------------------- | -------------- | ------------ | ------------ | ----------- | ----------- |  |
|                | Roger Combrisson sortant    | PCF            | 21 160       | 33,02        | 29 372      | 47,98       |  |
|                | Jean-Claude Fortuit élu     | UDR (URP)      | 17 346       | 27,07        | 31 843      | 52,02       |  |
|                | Armand Cachat               | RI (URP)       | 11 420       | 17,82        | Retrait     | Retrait     |  |
|                | Roger Girard                | FGDS (SFIO)    | 4 688        | 7,32         |             |             |  |
|                | Victor Fremaux              | PSU            | 3 725        | 5,81         |             |             |  |
|                | Xavier Pidoux de La Maduère | Modérés        | 3 585        | 5,6          |             |             |  |
|                | B. Antoine                  | TD             | 2 149        | 3,35         |             |             |  |
|                |                             |                |              |              |             |             |  |
| Inscrits       | Inscrits                    | Inscrits       | 79 001       | 100,00       | 78 993      | 100,00      |  |
| Abstentions    | Abstentions                 | Abstentions    | 14 236       | 18,02        | 15 794      | 19,99       |  |
| Votants        | Votants                     | Votants        | 64 765       | 81,98        | 63 199      | 80,01       |  |
| Blancs et nuls | Blancs et nuls              | Blancs et nuls | 692          | 1,07         | 1 984       | 3,14        |  |
| Exprimés       | Exprimés                    | Exprimés       | 64 073       | 98,93        | 61 215      | 96,86       |  |

Le suppléant de Jean-Claude Fortuit était Marcel Sieffert, conseiller général, adjoint au maire de Montgeron.

### Élections législatives de 1973
| Candidat       | Candidat                    | Parti                     | Premier tour | Premier tour | Second tour | Second tour |  |
| Candidat       | Candidat                    | Parti                     | Voix         | %            | Voix        | %           |  |
| -------------- | --------------------------- | ------------------------- | ------------ | ------------ | ----------- | ----------- |  |
|                | Roger Combrisson élu        | PCF                       | 27 679       | 33,81        | 42 225      | 52,31       |  |
|                | Jean-Claude Fortuit sortant | UDR (URP)                 | 23 656       | 28,9         | 38 498      | 47,69       |  |
|                | Jacques-Edmond Grangé       | CD (MR)                   | 12 420       | 15,17        | Retrait     | Retrait     |  |
|                | Yves Durand                 | PS (UGSD)                 | 7 952        | 9,71         |             |             |  |
|                | Charles Coussinet           | PSU                       | 3 170        | 3,87         |             |             |  |
|                | Jean Rousson                | Divers droite (Gaulliste) | 2 367        | 2,89         |             |             |  |
|                | Fernand Saal                | MRG                       | 1 859        | 2,27         |             |             |  |
|                | Yves Thoraval               | LO                        | 1 700        | 2,08         |             |             |  |
|                | Guy Geoffroy                | FP                        | 643          | 0,79         |             |             |  |
|                | Jean Cumora                 | Divers droite             | 415          | 0,51         |             |             |  |
|                |                             |                           |              |              |             |             |  |
| Inscrits       | Inscrits                    | Inscrits                  | 100 391      | 100,00       | 100 264     | 100,00      |  |
| Abstentions    | Abstentions                 | Abstentions               | 17 011       | 16,94        | 16 122      | 16,08       |  |
| Votants        | Votants                     | Votants                   | 83 380       | 83,06        | 84 142      | 83,92       |  |
| Blancs et nuls | Blancs et nuls              | Blancs et nuls            | 1 519        | 1,82         | 3 419       | 4,06        |  |
| Exprimés       | Exprimés                    | Exprimés                  | 81 861       | 98,18        | 80 723      | 95,94       |  |

Le suppléant de Roger Combrisson était Gabriel Duc.

### Élections législatives de 1978
| Candidat       | Candidat                       | Parti          | Premier tour | Premier tour | Second tour | Second tour |  |
| Candidat       | Candidat                       | Parti          | Voix         | %            | Voix        | %           |  |
| -------------- | ------------------------------ | -------------- | ------------ | ------------ | ----------- | ----------- |  |
|                | Roger Combrisson sortant réélu | PCF            | 29 020       | 28,37        | 53 379      | 52,47       |  |
|                | Serge Dassault                 | CNIP           | 25 838       | 25,26        | 48 347      | 47,53       |  |
|                | Renée Espinasse                | PS             | 19 370       | 18,94        | Retrait     | Retrait     |  |
|                | Jean-Claude Fortuit            | RPR            | 14 161       | 13,84        |             |             |  |
|                | Angelo Alterio                 | MDD            | 4 772        | 4,66         |             |             |  |
|                | Pierre Jacob                   | MRG            | 3 258        | 3,18         |             |             |  |
|                | Bernard Coll                   | PFN            | 1 960        | 1,92         |             |             |  |
|                | Monique Smolar                 | PSU (FA)       | 1 809        | 1,77         |             |             |  |
|                | Yves Thoraval                  | LO             | 1 345        | 1,31         |             |             |  |
|                | François Vallot                | LCR            | 506          | 0,49         |             |             |  |
|                | Jacques Lévy                   | UOPDP          | 257          | 0,25         |             |             |  |
|                |                                |                |              |              |             |             |  |
| Inscrits       | Inscrits                       | Inscrits       | 124 922      | 100,00       | 124 248     | 100,00      |  |
| Abstentions    | Abstentions                    | Abstentions    | 21 009       | 16,82        | 18 566      | 14,94       |  |
| Votants        | Votants                        | Votants        | 103 913      | 83,18        | 105 682     | 85,06       |  |
| Blancs et nuls | Blancs et nuls                 | Blancs et nuls | 1 617        | 1,56         | 3 956       | 3,74        |  |
| Exprimés       | Exprimés                       | Exprimés       | 102 296      | 98,44        | 101 726     | 96,26       |  |

Le suppléant de Roger Combrisson était Pierre Bonningue, maire d'Épinay-sous-Sénart.

### Élections législatives de 1981
| Candidat       | Candidat                 | Parti          | Premier tour | Premier tour | Second tour | Second tour |  |
| Candidat       | Candidat                 | Parti          | Voix         | %            | Voix        | %           |  |
| -------------- | ------------------------ | -------------- | ------------ | ------------ | ----------- | ----------- |  |
|                | Serge Dassault           | RPR (UNM)      | 28 768       | 32,74        | 37 735      | 40,51       |  |
|                | Michel Berson élu        | PS             | 28 477       | 32,41        | 55 404      | 59,49       |  |
|                | Roger Combrisson sortant | PCF            | 22 255       | 25,33        | Retrait     | Retrait     |  |
|                | Jacques Exbalin          | MÉP            | 2 527        | 2,87         |             |             |  |
|                | Jean-Paul Lefebvre       | Divers droite  | 2 490        | 2,83         |             |             |  |
|                | Monique Smolar           | PSU            | 1 054        | 1,20         |             |             |  |
|                | Louis Ressicaud          | FN             | 876          | 1,00         |             |             |  |
|                | Angelo Alterio           | MDD            | 771          | 0,88         |             |             |  |
|                | Yves Thoraval            | LO             | 551          | 0,63         |             |             |  |
|                | Jean-Claude Duflon       | Divers gauche  | 85           | 0,09         |             |             |  |
|                | C. Menier                | PFN            | 2            | 0            |             |             |  |
|                |                          |                |              |              |             |             |  |
| Inscrits       | Inscrits                 | Inscrits       | 130 648      | 100,00       | 130 621     | 100,00      |  |
| Abstentions    | Abstentions              | Abstentions    | 41 905       | 32,07        | 35 629      | 27,28       |  |
| Votants        | Votants                  | Votants        | 88 743       | 67,93        | 94 992      | 72,72       |  |
| Blancs et nuls | Blancs et nuls           | Blancs et nuls | 887          | 1            | 1 853       | 1,95        |  |
| Exprimés       | Exprimés                 | Exprimés       | 87 856       | 99           | 93 139      | 98,05       |  |

Le suppléant de Michel Berson était Jean Albouy, maire adjoint de Corbeil-Essonnes.

### Élections législatives de 1988
| Candidat       | Candidat                     | Parti          | Premier tour | Premier tour | Second tour | Second tour |  |
| Candidat       | Candidat                     | Parti          | Voix         | %            | Voix        | %           |  |
| -------------- | ---------------------------- | -------------- | ------------ | ------------ | ----------- | ----------- |  |
|                | Jacques Guyard sortant réélu | PS             | 11 112       | 34,67        | 19 642      | 59,54       |  |
|                | Jacques Gering               | RPR (URC)      | 8 594        | 26,82        | 13 347      | 40,46       |  |
|                | Roger Combrisson sortant     | PCF            | 7 037        | 21,96        | Retrait     | Retrait     |  |
|                | Gérard Duquenne              | FN             | 3 601        | 11,24        |             |             |  |
|                | Andrée Deschamps             | Les Verts      | 1 604        | 5            |             |             |  |
|                | Suzanne Brillon              | POE            | 100          | 0,31         |             |             |  |
|                |                              |                |              |              |             |             |  |
| Inscrits       | Inscrits                     | Inscrits       | 52 354       | 100,00       | 52 338      | 100,00      |  |
| Abstentions    | Abstentions                  | Abstentions    | 19 943       | 38,09        | 18 232      | 34,84       |  |
| Votants        | Votants                      | Votants        | 32 411       | 61,91        | 34 106      | 65,16       |  |
| Blancs et nuls | Blancs et nuls               | Blancs et nuls | 363          | 1,12         | 1 117       | 3,28        |  |
| Exprimés       | Exprimés                     | Exprimés       | 32 048       | 98,88        | 32 989      | 96,72       |  |

Le suppléant de Jacques Guyard était Jean Albouy. Jean Albouy remplaça Jacques Guyard, nommé membre du gouvernement, du 18 juin 1991 au 1er avril 1993.

### Élections législatives de 1993
| Candidat       | Candidat                     | Parti          | Premier tour | Premier tour | Second tour | Second tour |  |
| Candidat       | Candidat                     | Parti          | Voix         | %            | Voix        | %           |  |
| -------------- | ---------------------------- | -------------- | ------------ | ------------ | ----------- | ----------- |  |
|                | Henry Marcille               | RPR (UPF)      | 10 490       | 28,36        | 18 032      | 49,81       |  |
|                | Jacques Guyard sortant réélu | PS (ADFP)      | 7 429        | 20,09        | 18 166      | 50,19       |  |
|                | Jacques Olivier              | FN             | 5 963        | 16,12        |             |             |  |
|                | Marie-Anne Lesage            | PCF            | 4 642        | 12,55        |             |             |  |
|                | Jean-Bernard Gramunt         | Les Verts (EÉ) | 3 536        | 9,56         |             |             |  |
|                | Jacques Bouffard             | RDRP           | 935          | 2,53         |             |             |  |
|                | Francis Dominguez            | Divers droite  | 779          | 2,11         |             |             |  |
|                | M'Barek Fraoui               | Divers droite  | 751          | 2,03         |             |             |  |
|                | Monique Aspe                 | LT-LNÉ         | 675          | 1,82         |             |             |  |
|                | Yves Thoraval                | LO             | 546          | 1,48         |             |             |  |
|                | Marc Héber-Suffrin           | Divers gauche  | 441          | 1,19         |             |             |  |
|                | Francois Vallot              | PT             | 315          | 0,85         |             |             |  |
|                | Maryvonne Fichou             | LCR            | 275          | 0,74         |             |             |  |
|                | Simone Chaillet              | UDI            | 210          | 0,57         |             |             |  |
|                | Bruno Tissier                | Divers         | 0            | 0,00         |             |             |  |
|                |                              |                |              |              |             |             |  |
| Inscrits       | Inscrits                     | Inscrits       | 58 155       | 100,00       | 58 150      | 100,00      |  |
| Abstentions    | Abstentions                  | Abstentions    | 19 396       | 33,35        | 18 924      | 32,54       |  |
| Votants        | Votants                      | Votants        | 38 759       | 66,65        | 39 226      | 67,46       |  |
| Blancs et nuls | Blancs et nuls               | Blancs et nuls | 1 772        | 4,57         | 3 028       | 7,72        |  |
| Exprimés       | Exprimés                     | Exprimés       | 36 987       | 95,43        | 36 198      | 92,28       |  |

Le suppléant de Jacques Guyard était Jean Albouy.

### Élections législatives de 1997
| Candidat                     | Candidat                     | Parti                   | Premier tour | Premier tour | Second tour | Second tour |  |
| Candidat                     | Candidat                     | Parti                   | Voix         | %            | Voix        | %           |  |
| ---------------------------- | ---------------------------- | ----------------------- | ------------ | ------------ | ----------- | ----------- |  |
|                              | Jacques Guyard sortant réélu | PS                      | 10 429       | 28,09        | 21 620      | 57,03       |  |
|                              | François Zambrowski          | UDF (PR)                | 7 802        | 21,01        | 16 289      | 42,97       |  |
|                              | Jacques Olivier              | FN                      | 7 159        | 19,28        |             |             |  |
|                              | Bruno Piriou                 | PCF                     | 3 977        | 10,71        |             |             |  |
|                              | Jacques Picard               | Les Verts               | 2 177        | 5,86         |             |             |  |
|                              | Maurice Riou                 | LDI (MPF)               | 1 344        | 3,62         |             |             |  |
|                              | Yves Thoraval                | Extrême gauche (LO)     | 1 067        | 2,87         |             |             |  |
|                              | Joël Roret                   | Divers écologiste (GÉ)  | 765          | 2,06         |             |             |  |
|                              | Armelle Brault               | Divers gauche           | 529          | 1,42         |             |             |  |
|                              | Nadine Plisson               | Divers écologiste       | 488          | 1,31         |             |             |  |
|                              | Michèle Fédérak              | Extrême gauche (LCR)    | 472          | 1,27         |             |             |  |
|                              | Daniel Fievet                | Divers écologiste (MÉI) | 401          | 1,08         |             |             |  |
|                              | Colette Lacote               | Extrême gauche (PT)     | 292          | 0,79         |             |             |  |
|                              | Hervé Martenot               | Divers gauche (IR)      | 201          | 0,54         |             |             |  |
|                              | Christian Lauzin             | Divers (PLN)            | 30           | 0,08         |             |             |  |
|                              | Rémi Kerdiles                | Divers                  | 0            | 0,00         |             |             |  |
|                              |                              |                         |              |              |             |             |  |
| Inscrits                     | Inscrits                     | Inscrits                | 60 223       | 100,00       | 60 214      | 100,00      |  |
| Abstentions                  | Abstentions                  | Abstentions             | 21 542       | 35,77        | 19 617      | 32,58       |  |
| Votants                      | Votants                      | Votants                 | 38 681       | 64,23        | 40 597      | 67,42       |  |
| Blancs et nuls               | Blancs et nuls               | Blancs et nuls          | 1 548        | 4            | 2 688       | 6,62        |  |
| Exprimés                     | Exprimés                     | Exprimés                | 37 133       | 96           | 37 909      | 93,38       |  |
| Source : Assemblée nationale |                              |                         |              |              |             |             |  |

Le suppléant de Jacques Guyard était Alain Sauvreneau, responsable d'un mouvement de jeunesse et d'éducation populaire, de Corbeil-Essonnes.

### Élections législatives de 2002
| Candidat                     | Candidat             | Parti                   | Premier tour | Premier tour | Second tour | Second tour |
| Candidat                     | Candidat             | Parti                   | Voix         | %            | Voix        | %           |
| ---------------------------- | -------------------- | ----------------------- | ------------ | ------------ | ----------- | ----------- |
|                              | Manuel Valls élu     | PS                      | 13 192       | 36,34        | 18 177      | 52,97       |
|                              | Serge Dassault       | UMP (UDF)               | 13 048       | 35,95        | 16 139      | 47,03       |
|                              | Gaëtan de Fresnoye   | FN                      | 4 064        | 11,20        |             |             |
|                              | Bruno Piriou         | PCF                     | 1 670        | 4,60         |             |             |
|                              | Jacques Picard       | Les Verts               | 1 277        | 3,52         |             |             |
|                              | Rosalie Lamin        | Pôle républicain        | 555          | 1,53         |             |             |
|                              | Francis Couvidat     | LCR                     | 540          | 1,49         |             |             |
|                              | Jacques Olivier      | MNR                     | 424          | 1,17         |             |             |
|                              | Josiane Giordano     | Divers écologiste       | 319          | 0,88         |             |             |
|                              | Dominique Remond     | LO                      | 313          | 0,86         |             |             |
|                              | Jacqueline Maksoud   | MPF                     | 206          | 0,57         |             |             |
|                              | Olivier Levoux       | Divers écologiste (MÉI) | 142          | 0,39         |             |             |
|                              | Christine Danquigny  | Extrême gauche (PT)     | 124          | 0,39         |             |             |
|                              | Luc Constant         | Divers (ND)             | 100          | 0,28         |             |             |
|                              | Luc Massart-Weit     | Divers écologiste (GÉ)  | 96           | 0,26         |             |             |
|                              | Henriette Desjardins | CPNT                    | 83           | 0,23         |             |             |
|                              | Vuong-Tanh Nguyen    | Extrême droite          | 75           | 0,21         |             |             |
|                              | Robert Condet        | Divers gauche           | 70           | 0,19         |             |             |
|                              |                      |                         |              |              |             |             |
| Inscrits                     | Inscrits             | Inscrits                | 60 348       | 100,00       | 60 340      | 100,00      |
| Abstentions                  | Abstentions          | Abstentions             | 23 438       | 38,84        | 25 020      | 41,47       |
| Votants                      | Votants              | Votants                 | 36 910       | 61,16        | 35 320      | 58,53       |
| Blancs et nuls               | Blancs et nuls       | Blancs et nuls          | 612          | 1,66         | 1 004       | 2,84        |
| Exprimés                     | Exprimés             | Exprimés                | 36 298       | 98,34        | 34 316      | 97,16       |
| Source : Assemblée nationale |                      |                         |              |              |             |             |

Le suppléant de Manuel Valls était Carlos Da Silva, enseignant, de Corbeil-Essonnes.

### Élections législatives de 2007
| Candidat                          | Candidat                   | Parti                  | Premier tour | Premier tour | Second tour | Second tour |
| Candidat                          | Candidat                   | Parti                  | Voix         | %            | Voix        | %           |
| --------------------------------- | -------------------------- | ---------------------- | ------------ | ------------ | ----------- | ----------- |
|                                   | Manuel Valls sortant réélu | PS                     | 15 337       | 41,30        | 21 523      | 60,12       |
|                                   | Cristela de Oliveira       | UMP                    | 11 790       | 31,75        | 14 279      | 39,88       |
|                                   | Nathalie Boulay-Laurent    | UDF–MoDem              | 2 858        | 7,70         |             |             |
|                                   | Huguette Fatna             | FN                     | 1 413        | 3,80         |             |             |
|                                   | Mourad Saadi               | Divers                 | 1 181        | 3,18         |             |             |
|                                   | Hervé Pérard               | Les Verts              | 1 075        | 2,89         |             |             |
|                                   | Frédéric Bourges           | PCF                    | 1 051        | 2,83         |             |             |
|                                   | Francis Couvidat           | Extrême gauche (LCR)   | 867          | 2,33         |             |             |
|                                   | Bernard Beaudet            | app. UMP               | 692          | 1,86         |             |             |
|                                   | Bernadette Lamiscarre      | Divers écologiste (GÉ) | 295          | 0,79         |             |             |
|                                   | Jean Camonin               | Extrême gauche (LO)    | 240          | 0,65         |             |             |
|                                   | Christine Danquigny        | Extrême gauche (PT)    | 115          | 0,31         |             |             |
|                                   | Abou Nije                  | Divers                 | 110          | 0,30         |             |             |
|                                   | Simon Qûé Gomis            | Divers                 | 58           | 0,16         |             |             |
|                                   | Christophe Tavernier       | Divers écologiste      | 57           | 0,15         |             |             |
|                                   | Guillaume Brossollet       | Divers                 | 0            | 0,00         |             |             |
|                                   |                            |                        |              |              |             |             |
| Inscrits                          | Inscrits                   | Inscrits               | 67 565       | 100,00       | 67 362      | 100,00      |
| Abstentions                       | Abstentions                | Abstentions            | 29 904       | 44,26        | 30 691      | 45,56       |
| Votants                           | Votants                    | Votants                | 37 661       | 55,74        | 36 671      | 54,44       |
| Blancs et nuls                    | Blancs et nuls             | Blancs et nuls         | 522          | 1,39         | 869         | 2,37        |
| Exprimés                          | Exprimés                   | Exprimés               | 37 139       | 98,61        | 35 802      | 97,63       |
| Source : Ministère de l'Intérieur |                            |                        |              |              |             |             |

### Élections législatives de 2012
| Candidat       | Candidat                   | Parti                               | Premier tour | Premier tour | Second tour | Second tour |  |
| Candidat       | Candidat                   | Parti                               | Voix         | %            | Voix        | %           |  |
| -------------- | -------------------------- | ----------------------------------- | ------------ | ------------ | ----------- | ----------- |  |
|                | Manuel Valls sortant réélu | PS                                  | 16 559       | 48,6         | 20 554      | 65,58       |  |
|                | Cristela De Oliveira       | UMP                                 | 6 651        | 19,52        | 10 786      | 34,42       |  |
|                | Jean-Pierre Bray           | RBM (FN)                            | 4 588        | 13,47        |             |             |  |
|                | Ulysse Rabate              | FG (PCF)                            | 2 648        | 7,77         |             |             |  |
|                | Danielle Valero            | EÉLV                                | 1 389        | 4,08         |             |             |  |
|                | Jacques Gering             | CpF (MoDem) (NC, PRV)               | 680          | 2            |             |             |  |
|                | Marianne Srhir             | DLR                                 | 396          | 1,16         |             |             |  |
|                | Mohamed Chabbi             | Divers (Parti unitaire républicain) | 270          | 0,79         |             |             |  |
|                | Francis Couvidat           | NPA                                 | 233          | 0,68         |             |             |  |
|                | Fadhel Mahbouli            | AÉI                                 | 217          | 0,64         |             |             |  |
|                | Jean Camonin               | LO                                  | 179          | 0,53         |             |             |  |
|                | Arnaud Vivrel              | S&P                                 | 105          | 0,31         |             |             |  |
|                | Morvan Prévot              | Pirate                              | 85           | 0,25         |             |             |  |
|                | Christine Danquigny        | POI                                 | 71           | 0,21         |             |             |  |
|                |                            |                                     |              |              |             |             |  |
| Inscrits       | Inscrits                   | Inscrits                            | 70 325       | 100,00       | 70 356      | 100,00      |  |
| Abstentions    | Abstentions                | Abstentions                         | 35 687       | 50,75        | 37 572      | 53,4        |  |
| Votants        | Votants                    | Votants                             | 34 638       | 49,25        | 32 784      | 46,6        |  |
| Blancs et nuls | Blancs et nuls             | Blancs et nuls                      | 567          | 1,64         | 1 444       | 4,4         |  |
| Exprimés       | Exprimés                   | Exprimés                            | 34 071       | 98,36        | 31 340      | 95,6        |  |

### Élections législatives de 2017
|                                                                           |                                                                        |                           |                           |                          |                          |
|                                                                           |                                                                        | Premier tour 11 juin 2017 | Premier tour 11 juin 2017 | Second tour 18 juin 2017 | Second tour 18 juin 2017 |
|                                                                           |                                                                        |                           |                           |                          |                          |
|                                                                           |                                                                        | Nombre                    | % des inscrits            | Nombre                   | % des inscrits           |
| Inscrits                                                                  | Inscrits                                                               | 71 177                    | 100,00                    | 71 177                   | 100,00                   |
| Abstentions                                                               | Abstentions                                                            | 42 628                    | 59,89                     | 45 153                   | 63,44                    |
| Votants                                                                   | Votants                                                                | 28 549                    | 40,11                     | 26 024                   | 36,56                    |
|                                                                           |                                                                        |                           | % des votants             |                          | % des votants            |
| Bulletins blancs                                                          | Bulletins blancs                                                       | 672                       | 2,35                      | 1 923                    | 7,39                     |
| Bulletins nuls                                                            | Bulletins nuls                                                         | 239                       | 0,84                      | 726                      | 2,79                     |
| Suffrages exprimés                                                        | Suffrages exprimés                                                     | 27 638                    | 96,81                     | 23 375                   | 89,82                    |
|                                                                           |                                                                        |                           |                           |                          |                          |
| Candidat Étiquette politique (partis et alliances)                        | Candidat Étiquette politique (partis et alliances)                     | Voix                      | % des exprimés            | Voix                     | % des exprimés           |
|                                                                           |                                                                        |                           |                           |                          |                          |
|                                                                           | Manuel Valls (député sortant) Divers gauche                            | 7 033                     | 25,45                     | 11 757                   | 50,30                    |
|                                                                           | Farida Amrani La France insoumise                                      | 4 868                     | 17,61                     | 11 618                   | 49,70                    |
|                                                                           | Caroline Varin Les Républicains (Union des démocrates et indépendants) | 3 298                     | 11,93                     |                          |                          |
|                                                                           | Danielle Oger Front national                                           | 2 819                     | 10,20                     |                          |                          |
|                                                                           | Alban Bakary Mouvement Démocrate                                       | 2 165                     | 7,83                      |                          |                          |
|                                                                           | Michel Nouaille Parti communiste français (Europe Écologie Les Verts)  | 2 095                     | 7,58                      |                          |                          |
|                                                                           | Jean-Luc Raymond La République en marche diss.                         | 1 904                     | 6,89                      |                          |                          |
|                                                                           | Dieudonné Divers                                                       | 1 061                     | 3,84                      |                          |                          |
|                                                                           | David Soullard Debout la France                                        | 663                       | 2,40                      |                          |                          |
|                                                                           | Jacques Borie Écologiste (Mouvement 100 % - France écologie)           | 298                       | 1,08                      |                          |                          |
|                                                                           | Sylvain Lacassagne Parti pirate                                        | 289                       | 1,05                      |                          |                          |
|                                                                           | Jean Camonin Lutte ouvrière                                            | 234                       | 0,85                      |                          |                          |
|                                                                           | François Bouvard Union populaire républicaine                          | 220                       | 0,80                      |                          |                          |
|                                                                           | Saliou Diallo La République en marche diss.                            | 218                       | 0,79                      |                          |                          |
|                                                                           | Gautier Albignac Divers                                                | 113                       | 0,41                      |                          |                          |
|                                                                           | Éric Berlingen Union des démocrates musulmans français                 | 102                       | 0,37                      |                          |                          |
|                                                                           | Stéphane Legruel Nouveau Parti anticapitaliste                         | 100                       | 0,36                      |                          |                          |
|                                                                           | Mohamed Lemgharraz Divers                                              | 97                        | 0,35                      |                          |                          |
|                                                                           | François Risacher Parti ouvrier indépendant démocratique               | 56                        | 0,20                      |                          |                          |
|                                                                           | Nathalie Jolly Divers droite                                           | 4                         | 0,01                      |                          |                          |
|                                                                           | Fadhel Mahbouli Écologiste                                             | 1                         | 0,00                      |                          |                          |
|                                                                           | Jacqueline Sabattier Parti chrétien-démocrate                          | 0                         | 0,00                      |                          |                          |
| Source : Ministère de l'Intérieur - Première circonscription de l'Essonne |                                                                        |                           |                           |                          |                          |

### Élections partielles de 2018
Le 25 septembre 2018, Manuel Valls annonce sa démission de son mandat de député dans le cadre de sa candidature à la mairie de Barcelone. Il démissionne le 3 octobre suivant, ce qui conduit à l’organisation d’une élection législative partielle les 18 et 25 novembre 2018. Onze candidats se disputent le siège de député lors du 1er tour,,.
Francis Chouat, maire d'Évry et candidat sans étiquette proche du centre, soutenu par La République en marche et des dissidents Les Républicains, se qualifie au second tour face à Farida Amrani, conseillère municipale et candidate de La France insoumise. Génération.s appelle à voter en faveur de cette dernière, tout comme le candidat communiste, Michel Nouaille et le Nouveau Parti anticapitaliste,. Eva Sas (EÉLV) refuse de choisir entre les deux candidats, tandis que des élus d'EÉLV, comme Esther Benbassa ou Éric Piolle, soutiennent la candidate FI,. Le candidat RN, Grégory Saillol, ne donne pas de consigne de vote.
| Candidat        | Candidat            | Parti       | Premier tour | Premier tour | Premier tour | Second tour | Second tour | Second tour |
| Candidat        | Candidat            | Parti       | Voix         | %            | +/- 2017     | Voix        | %           | +/- 2017    |
| --------------- | ------------------- | ----------- | ------------ | ------------ | ------------ | ----------- | ----------- | ----------- |
|                 | Francis Chouat      | LREM        | 3 789        | 29,99        | Nv           | 6 570       | 59,10       | Nv          |
|                 | Farida Amrani       | LFI-MRC     | 2 251        | 17,82        | 0,21         | 4 546       | 40,90       | 8,80        |
|                 | Grégory Saillol     | RN          | 1 733        | 13,72        | 3,52         |             |             |             |
|                 | Éva Sas             | EÉLV-PS     | 1 330        | 10,53        | Nv           |             |             |             |
|                 | Jean-François Bayle | LR          | 1 290        | 10,21        | 1,72         |             |             |             |
|                 | Michel Nouaille     | PCF-G·s     | 1 065        | 8,43         | 0,85         |             |             |             |
|                 | Mikaël Matingou     | DVG         | 577          | 4,57         | Nv           |             |             |             |
|                 | Yavar Siyahkalroudi | UPR         | 180          | 1,42         | 0,62         |             |             |             |
|                 | Rémy Courtaux       | DIV         | 166          | 1,31         | Nv           |             |             |             |
|                 | Jean Camonin        | LO          | 155          | 1,23         | 0,38         |             |             |             |
| Michèle Fédérak | NPA                 | 98          | 0,78         | 0,42         |              |             |             |             |
|                 |                     |             |              |              |              |             |             |             |
| Inscrits        | Inscrits            | Inscrits    | 72 227       | 100,00       |              | 72 227      | 100,00      |             |
| Abstentions     | Abstentions         | Abstentions | 59 160       | 81,91        | 59 908       | 82,94       |             |             |
| Votants         | Votants             | Votants     | 13 067       | 18,09        | 12 319       | 17,06       |             |             |
| Blancs          | Blancs              | Blancs      | 295          | 2,26         | 739          | 6,00        |             |             |
| Nuls            | Nuls                | Nuls        | 138          | 1,06         | 464          | 3,77        |             |             |
| Exprimés        | Exprimés            | Exprimés    | 12 634       | 96.69        | 11 116       | 90,23       |             |             |

### Élections législatives de 2022
Les élections législatives françaises de 2022 se déroulent les dimanches 12 et 19 juin 2022.
|                                                    |                                                              |                           |                           |                          |                          |
|                                                    |                                                              | Premier tour 12 juin 2022 | Premier tour 12 juin 2022 | Second tour 19 juin 2022 | Second tour 19 juin 2022 |
|                                                    |                                                              |                           |                           |                          |                          |
|                                                    |                                                              | Nombre                    | % des inscrits            | Nombre                   | % des inscrits           |
| Inscrits                                           | Inscrits                                                     | 73 470                    | 100                       | 73 488                   | 100                      |
| Abstentions                                        | Abstentions                                                  | 45 358                    | 61,74                     | 45 705                   | 62,19                    |
| Votants                                            | Votants                                                      | 28 112                    | 38,26                     | 27 783                   | 37,81                    |
|                                                    |                                                              |                           | % des votants             |                          | % des votants            |
| Bulletins blancs                                   | Bulletins blancs                                             | 579                       | 2,06                      | 1378                     | 4,96                     |
| Bulletins nuls                                     | Bulletins nuls                                               | 291                       | 1,04                      | 548                      | 1,97                     |
| Suffrages exprimés                                 | Suffrages exprimés                                           | 27 242                    | 96,91                     | 25 857                   | 93,07                    |
|                                                    |                                                              |                           |                           |                          |                          |
| Candidat Étiquette politique (partis et alliances) | Candidat Étiquette politique (partis et alliances)           | Voix                      | % des exprimés            | Voix                     | % des exprimés           |
|                                                    |                                                              |                           |                           |                          |                          |
|                                                    | Farida Amrani Nouvelle Union populaire écologique et sociale | 10 657                    | 39,12                     | 15 471                   | 59,83                    |
|                                                    | Medhy Zeghouf Ensemble                                       | 6 139                     | 22,54                     | 10 386                   | 40,17                    |
|                                                    | Thiebauld Vega Rassemblement national                        | 3 990                     | 14,65                     |                          |                          |
|                                                    | Samira Ketfi Les Républicains                                | 2 701                     | 9,91                      |                          |                          |
|                                                    | Joseph Saikaly Reconquête                                    | 1 044                     | 3,83                      |                          |                          |
|                                                    | Rafik Garnit Divers gauche                                   | 948                       | 3,48                      |                          |                          |
|                                                    | Jean Camonin Lutte ouvrière                                  | 436                       | 1,60                      |                          |                          |
|                                                    | Antoine De Scorraille Parti animaliste                       | 411                       | 1,51                      |                          |                          |
|                                                    | Géraldine Bailleul Parti pirate                              | 276                       | 1,01                      |                          |                          |
|                                                    | Eric Berlingen Union des démocrates musulmans français       | 236                       | 0,87                      |                          |                          |
|                                                    | Christine Danquigny Parti ouvrier indépendant démocratique   | 220                       | 0,81                      |                          |                          |
|                                                    | Jean-François Ricois Sans étiquette                          | 184                       | 0,68                      |                          |                          |

### Élections législatives de 2024
| Candidat                 | Candidat                 | Parti et coalition       | Nuance                   | Premier tour | Premier tour | Second tour | Second tour |
| Candidat                 | Candidat                 | Parti et coalition       | Nuance                   | Voix         | %            | Voix        | %           |
| ------------------------ | ------------------------ | ------------------------ | ------------------------ | ------------ | ------------ | ----------- | ----------- |
|                          | Farida Amrani            | LFI (NFP)                | UG                       | 19 109       | 46,07        | 21 311      | 50,97       |
|                          | Stéphane Beaudet         | SE                       | DIV                      | 11 506       | 27,74        | 11 256      | 26,92       |
|                          | Thiebauld Vega           | RN                       | RN                       | 9 264        | 22,34        | 9 244       | 22,11       |
|                          | Jean Camonin             | LO                       | EXG                      | 565          | 1,36         |             |             |
|                          | Hélène Bérenger          | REC                      | REC                      | 539          | 1,30         |             |             |
|                          | Baptiste Galand          | Équinoxe                 | ECO                      | 405          | 0,98         |             |             |
|                          | Gladys Eyang             | CC (CC)                  | DIV                      | 87           | 0,21         |             |             |
|                          |                          |                          |                          |              |              |             |             |
| Suffrages exprimés       | Suffrages exprimés       | Suffrages exprimés       | Suffrages exprimés       | 41 475       | 97,52        | 41 811      | 98,07       |
| Votes blancs             | Votes blancs             | Votes blancs             | Votes blancs             | 703          | 1,65         | 588         | 1,38        |
| Votes nuls               | Votes nuls               | Votes nuls               | Votes nuls               | 350          | 0,82         | 235         | 0,55        |
| Total                    | Total                    | Total                    | Total                    | 42 528       | 100          | 42 634      | 100         |
| Abstention               | Abstention               | Abstention               | Abstention               | 27 266       | 39,07        | 27 216      | 38,96       |
| Inscrits / participation | Inscrits / participation | Inscrits / participation | Inscrits / participation | 69 794       | 60,93        | 69 850      | 61,04       |